# Henry Somerset (1er marquis de Worcester)
Pour les articles homonymes, voir Henry Somerset.
Henry Somerset, 1er marquis de Worcester (1577 – 18 décembre 1646) est un aristocrate anglais richissime, qui est l'un des chefs du parti royaliste au cours des premières années de la Première révolution anglaise.

## Biographie
Fils d'Edward Somerset (4e comte de Worcester) et d'Elizabeth Hastings, il succède à son père le 3 mars 1628, devenant le 5e comte de Worcester.
Élevé dans l'anglicanisme, il se convertit au catholicisme encore jeune. C'est l'un des plus riches pairs du royaume, à la tête de rentes estimées à 24 000 £ par an par son contemporain Richard Symonds. Sa gestion méticuleuse ainsi que d'importants héritages et un mariage fructueux lui permet d'accroître énormément l'étendue de ses terres. Lorsque la guerre éclate, il déclare avoir avancé plus de 900 000 £ à la cause royaliste.
Charles Ier lui recommande la discrétion en public. Certains récusants notoires, tels Gwilym Puw et son chapelain Thomas Bailey se réunissent dans son château de Raglan. Somerset est d'autant plus précieux pour la Couronne qu'il n'est pas identifié comme courtisan. En reconnaissance de son appui financier, le roi Charles Ier l'élève au rang de 1er marquis de Worcester dès le début de la guerre Civile, le 2 novembre 1642.

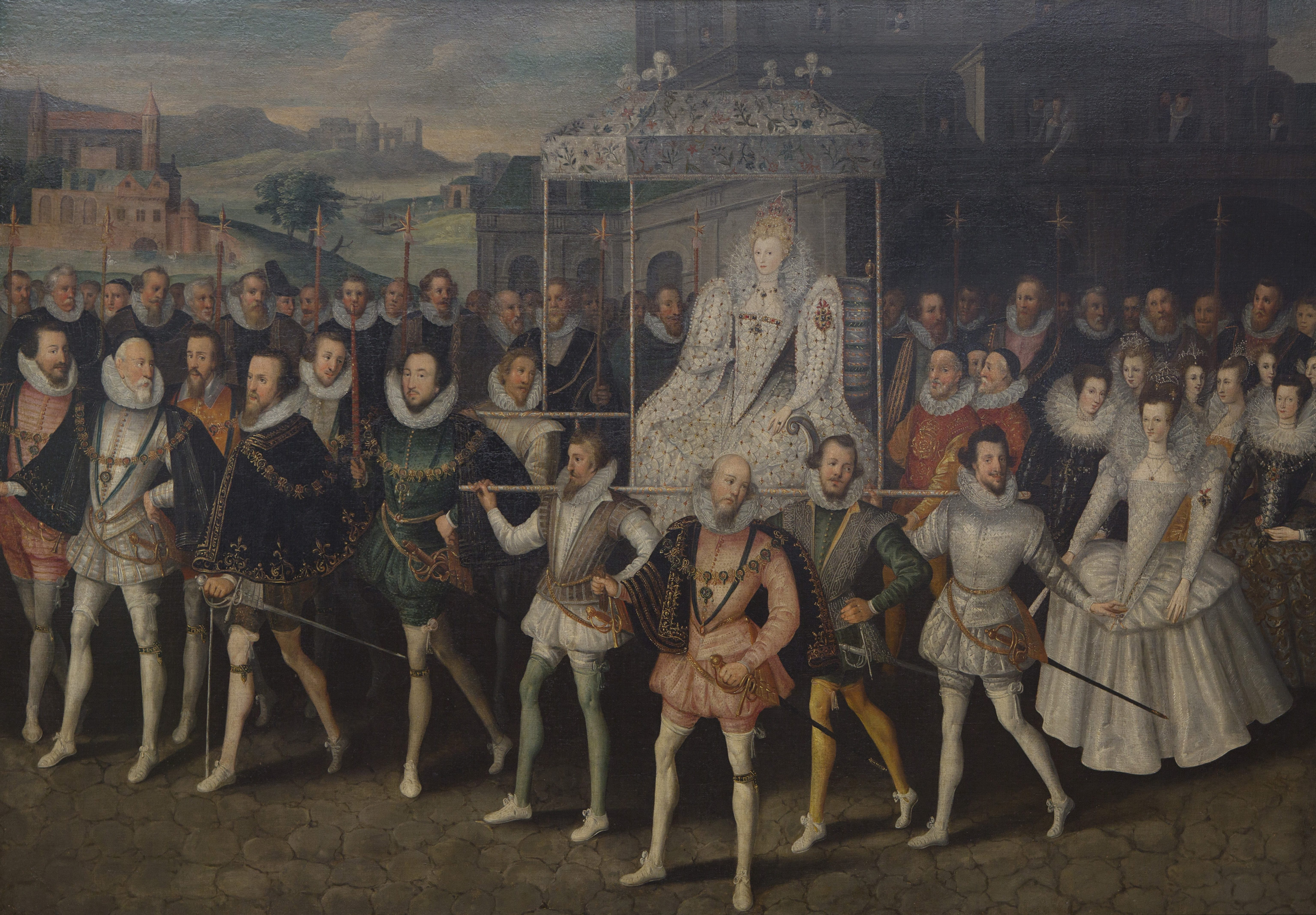
La reine traverse Blackfriars pour assister au mariage d'Anne Russell et de Lord Herbert, par Robert Peake l'Ancien (vers 1600).

Après la bataille de Naseby, le roi Charles va chercher refuge au château de Raglan, où il réside de juin à septembre 1645. Mais à la fin de 1646, le marquis doit se soumettre à l'armée de Thomas Morgan (1er baronnet), ce qui met fin pour de bon à la guerre civile au Pays de Galles. Incarcéré par l'armée des Parlementaristes, il meurt à Covent Garden le 18 décembre 1646.

## Famille
Il épouse Anne Russell, fille du baron John Russell et d'Elizabeth Cooke le 16 juin 1600. Robert Peake l'Ancien peint le cortège de mariage. Les grands-parents d'Anne du côté paternel sont Francis Russell (2e comte de Bedford) et Margaret St. John ; du côté maternel, Anthony Cooke et  Anne FitzWilliam,. Un splendide portrait d'Anne Russell, exécuté juste après son mariage, est vendu 297 000 £ chez Sotheby's à Londres, le 2 mai 2018.
De sa femme, il a neuf fils et quatre filles dont Edward Somerset (2e marquis de Worcester), son héritier et successeur, et Thomas Somerset, son fils cadet, qui devient prêtre à Rome avant de rejoindre la Congrégation de l'Oratoire à Pérouse. Le pape Clément IX l'envoie en Angleterre comme nonce. Frère Thomas meurt en exil à Dunkerque le 30 août 1678. Le benjamin est John Somerset de Pauntley (Gloucestershire), qui épouse Mary Arundell, la fille du baron Arundell de Wardour par sa seconde épouse. Sa plus jeune fille, Elizabeth, épouse Francis Browne (3e vicomte Montagu).